# Max Davidson
Max Davidson (23 de mayo de 1875 – 4 de septiembre de 1950) fue un actor cinematográfico alemán, conocido por sus papeles cómicos de judío en la época del cine mudo. Con una carrera que abarcó más de treinta años, Davidson en total actuó en más de 180 filmes.

## Biografía
Nacido en Berlín, Alemania, Davidson emigró a los Estados Unidos en la década de 1890, empezando en ese país a trabajar como actor de teatro de repertorio y de vodevil. En 1912 se inició en el cine mudo y en 1915 actuó en su primer largometraje, Don Quixote (1915), dirigido por Edward Dillon. Tras dicho título trabajó en la cinta de D.W. Griffith Intolerancia y en la de Tod Browning Puppets (ambas en 1916). 
En la década de 1920 empezó a actuar para Hal Roach, trabajando en numerosas comedias, entre ellas Call of the Cuckoo (con Charley Chase), Pass the Gravy y Get 'Em Young (con Stan Laurel), Why Girls Say No y Love 'Em and Feed 'Em (con Oliver Hardy), y The Extra Girl (con Mabel Normand). Otro de sus papeles fue el de viejo en un corto de La Pandilla, Moan and Groan, Inc. (1929). Además actuó junto a un joven Jackie Coogan en un par de producciones mudas, The Rag Man (1923) y Old Clothes (1925).
Davidson superó la transición al cine sonoro, aunque en sus últimos años hizo principalmente papeles sin aparecer en los títulos de crédito. De esa época es su interpretación en el film de Los tres chiflados No Census, No Feeling (1940). Su última actuación cinematográfica tuvo lugar en 1945 en el film protagonizado por Clark Gable Adventure. 
Max Davidson falleció en 1950 en Woodland Hills (Los Ángeles), California.

## Selección de su filmografía
| Año  | Título                                      | Papel                        | Observaciones                                     |
| ---- | ------------------------------------------- | ---------------------------- | ------------------------------------------------- |
| 1913 | Scenting a Terrible Crime                   | El Superintendente           |                                                   |
| 1914 | An Interrupted Séance                       | Propietario                  |                                                   |
| 1915 | Caught by the Handle                        | Mr. Riche                    |                                                   |
| 1916 | Sunshine Dad                                | Vidente místico              |                                                   |
| 1916 | Intolerancia                                | Vecino                       |                                                   |
| 1917 | A Daughter of the Poor                      | Joe Eastman                  | Otros títulos: The Heart of the Poor The Spitfire |
| 1918 | The Hun Within                              | Max                          |                                                   |
| 1919 | The Mother and the Law                      | Vecino bondadoso             |                                                   |
| 1921 | No Woman Knows                              | Ferdinand Brandeis           |                                                   |
| 1922 | Second Hand Rose                            | Abe Rosenstein               |                                                   |
| 1923 | The Ghost Patrol                            | Rapushkin                    |                                                   |
| 1923 | The Darling of New York                     | Solomon Levinsky             |                                                   |
| 1924 | Hold Your Breath                            | Comerciante callejero        |                                                   |
| 1925 | The Rag Man                                 | Max Ginzberg                 |                                                   |
| 1925 | Justice of the Far North                    | Izzy Hawkins                 |                                                   |
| 1925 | Hogan's Alley                               | Clothier                     |                                                   |
| 1926 | Raggedy Rose                                | Moe Ginsberg                 |                                                   |
| 1927 | Hotel Imperial                              | Elias Butterman              |                                                   |
| 1927 | Why Girls Say No                            | Papa Whisselberg             |                                                   |
| 1927 | Pleasure Before Business                    | Sam Weinberg                 |                                                   |
| 1927 | Jewish Prudence                             | Papa Gimplewart              |                                                   |
| 1928 | The Boy Friend"                             | Papa Davidson                |                                                   |
| 1928 | Feed 'em and Weep                           | Max, director de restaurante |                                                   |
| 1929 | So This Is College                          | Moe Levine, el sastre        |                                                   |
| 1929 | Moan and Groan, Inc.                        | El lunático                  |                                                   |
| 1930 | The Shrimp                                  | Profesor Schoenheimer        |                                                   |
| 1931 | Oh! Oh! Cleopatra                           | Músico real                  |                                                   |
| 1932 | Docks of San Francisco                      | Max, Detective               |                                                   |
| 1933 | The Cohens and Kellys in Trouble            | Larsen                       | Sin créditos                                      |
| 1934 | Straight Is the Way                         | Hombre con ropa vieja        | Sin créditos                                      |
| 1935 | Metropolitan                                | Sastre                       | Sin créditos                                      |
| 1936 | Roamin' Wild                                | Abe Wineman                  |                                                   |
| 1937 | The Girl Said No                            | Max                          | Otro título: With Words and Music                 |
| 1939 | The Great Commandment                       | Viejo                        |                                                   |
| 1940 | Kitty Foyle: The Natural History of a Woman | Florista                     | Sin créditos                                      |
| 1940 | No Census, No Feeling                       | Tendero                      | Sin créditos                                      |
| 1942 | Reap the Wild Wind                          | Jurado                       | Sin créditos                                      |
| 1945 | Adventure                                   | Hombre en librería           | Sin créditos                                      |